# Чередіїв Володимир
Володи́мир Череді́їв  (1885 — †1961) — український вчений-аґроном.
1918–1919 — подільський земський аґроном.
1919–1920 — директор Міністерства народного господарства УНР.
На еміграції — професор Укр. Госп. Академії (Подєбради) та Укр. Пед. Інституту (Прага).